# Quatre études, op. 7
Los Quatre études (Cuatro estudios), op. 7 son una colección de estudios breves para piano de Igor Stravinsky . Fueron compuestos entre junio y julio de 1908 en Ustilug, Imperio Ruso. Junto con su Sonata para piano en fa sostenido menor, los estudios son una de sus principales obras tempranas para piano.

## Estructura
Los cuatro movimientos se enumeran de la siguiente forma:
1. Con moto
2. Allegro brillante
3. Andantino
4. Vivo

Estos cuatro estudios se centran en estructuras rítmicas difíciles e irregulares para los pianistas, contraponiendo grupos irregulares con otras formas rítmicamente regulares u otras estructuras rítmicas que implican cierta dificultad para los intérpretes.
El primer estudio en Do menor, dedicado a  Etienne Mitoussow, consta de un compás regular de 2
4 con tresillos contra grupos de cinco notas o incluso grupos de siete notas en algún momento. El segundo estudio en re mayor, dedicado a Nikolay Richter, está escrito en un compás de 6
8 y opone semicorcheas a cuatrillos y grupos de cinco notas. El tercer estudio en mi menor, dedicado a Andréi Rimski-Kórsakov, no requiere mucho esfuerzo ni experiencia en polirritmia, mientras que la melodía legato larga está en la voz media y las figuras de acompañamiento están en los registros superiores. El rasgo principal del cuarto estudio en fa sostenido mayor, que está dedicado a Vladímir Rimski-Kórsakov, es su síncopa, presente en todo el estudio.
Aunque gran parte de esta música sigue siendo un derivado de Chopin, Scriabin y Rajmáninov, la propia voz de Stravinsky se muestra en el percusivo estudio final.